# 金錢世界 (電影)
是一部2017年美國傳記劇情犯罪片，由雷利·史考特執導，大衛·史卡帕撰寫劇本，改編自约翰·皮尔森的1995年書籍《Painfully Rich: The Outrageous Fortunes and Misfortunes of the Heirs of J. Paul Getty》。其主演包括蜜雪兒·威廉絲、克里斯多夫·柏麥、馬克·華伯格、查理·普拉瑪、羅曼·杜里斯、提摩西·荷頓和安德魯·巴肯。劇情描述石油大亨保羅·蓋提之孫約翰·保羅·蓋提三世於1970年代遭到黑手黨「光榮會」綁架的故事。
主要攝影於2017年5月在義大利羅馬開拍。《金錢世界》由三星影業定於2017年12月25日在美國上映。電影票房收入5700 萬美元對 5000 萬美元的預算，同時獲得了積極的評價，影評家們讚譽演員的表現，其中柏麥飾演的蓋提獲得了特別的讚譽，為他贏得了奧斯卡最佳男配角獎提名。

## 劇情
16歲的約翰·保羅·蓋提三世（查理·普拉瑪 飾演）於1973年在羅馬遭黑手黨「光榮會」綁架後，他的母親蓋兒（蜜雪兒·威廉絲 飾演）拼命地試圖說服約翰富裕的祖父兼石油大亨保羅·蓋提（克里斯多夫·柏麥 飾演）支付贖金。但保羅卻堅持不肯付錢，使得蓋兒與約翰的業務經理兼前CIA探員弗萊奇·契斯（馬克·華伯格 飾演）聯手，以在約翰被撕票前讓保羅改變主意。這場綁案獲得了媒體極大的關注，同時也漸漸地挖掘出蓋提家族不為人知的黑幕。

## 演員
- 蜜雪兒·威廉絲 飾 蓋兒·哈里斯[7]
- 克里斯多夫·柏麥 飾 保羅·蓋提
- 馬克·華伯格 飾 弗萊奇·契斯[7]
- 查理·普拉瑪 飾 約翰·保羅·蓋提三世（英语：John Paul Getty III）[8]
  - 查利·紹特韋爾 飾 年幼的約翰·保羅·蓋提三世
- 羅曼·杜里斯 飾 欽寬塔
- 提摩西·荷頓 飾 約翰的律師[9]
- 安德魯·巴肯（英语：Andrew Buchan） 飾 約翰·保羅·蓋提二世

## 製作

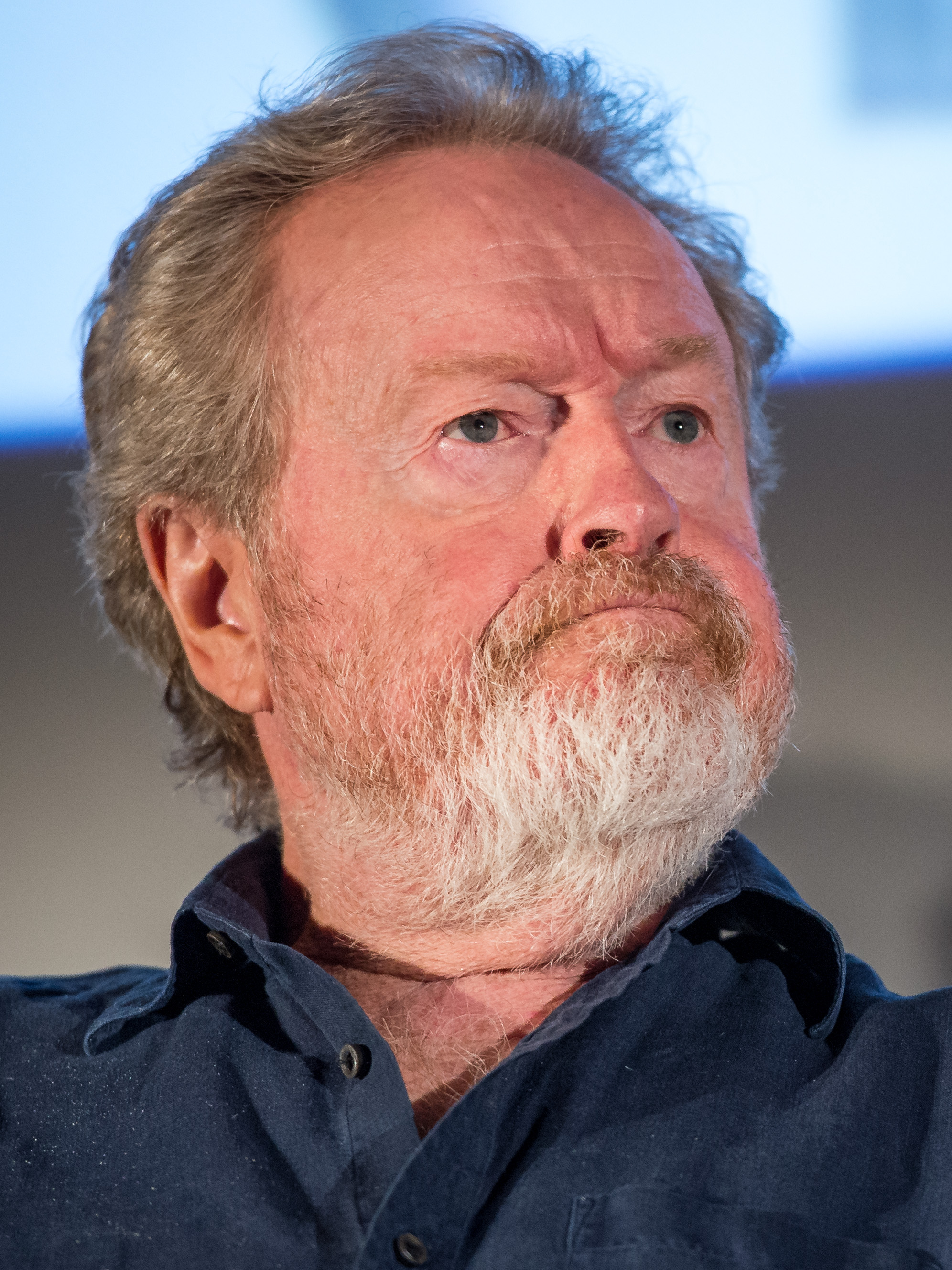
雷利·史考特於2017年3月被證實為《金錢世界》的導演

### 發展
2017年3月13日，據報導，雷利·史考特將執導大衛·史卡帕撰寫的電影《金錢世界》，該片主要描述知名石油大亨保羅·蓋提之孫約翰·保羅·蓋提三世遭到綁架的故事。史考特表示，他被史卡帕的劇本所吸引，「我只是消化了它[...]我知道這起綁架事件，但這個故事是非常非常地具有爭議性...蓋兒·蓋提是一名傑出的角色，且在許多方面成為了蓋提的學習對象。如此偉大的發展，這就像一場戲，而不是一部電影。」

### 選角
娜塔莉·波曼曾追求出演蓋兒·哈里斯（蓋兒·蓋提）的角色。2017年3月31日，據報導，蜜雪兒·威廉絲和凱文·史貝西將分別飾演蓋兒·哈里斯和保羅·蓋提，而馬克·華伯格正在會談出演的角色仍未知。看到史貝西的表演後，史考特表示，「當我閱讀劇本時，我開始思考，『誰是保羅·蓋提？』而我看上了凱文·史貝西，但我從來沒有和他一起工作過，且我一直都知道我必須讓他在這部片中詮釋[...]他非常痴迷於他在做什麼[...]他沒有給人有第二種想法。」而對於威廉絲，史考特透露，「蜜雪兒是個特別的女演員，在在此前從未和她合作過[...]這個家族是非常私密的，且[蓋兒]鏡頭很少，但在圍繞著綁架情節時，蜜雪兒欣然接受了一個特別的採訪，這段表現出蓋兒·蓋提非常自信、非常聰明」，他認為威廉絲擁有著這兩項特質。5月2日，查理·普拉瑪加入飾演約翰·保羅·蓋提三世。而提摩西·荷頓則於2017年6月16日確認參演。2017年11月，克里斯多夫·柏麥加入了電影的重拍工作，並取代了史貝西的角色。

### 初期拍攝
2017年5月31日，據報導，《金錢世界》已開始進行主要攝影，其拍攝地包括義大利的羅馬。2017年7月底，劇組於英格蘭的埃爾夫登殿堂拍攝了一個星期。貴族二級-上市的豪宅被用來拍攝代表摩洛哥宮殿的一閃回片段。凱文·史貝西為該片工作了十天。其拍攝作業據傳於2017年8月結束。

#### 保羅·蓋提的重選
2017年10月起，飾演保羅·蓋提的凱文·史貝西被他人指控性騷擾。因這些指控使得該片取消在該影展的首映，且原本打算將男配角史貝西推向奧斯卡金像獎的活動也被取消。11月8日，宣布片中史貝西的片段都將被重拍，由克里斯多夫·柏麥取代他的角色。據報導，這項決定花費了高達數百萬美元的預算，以使電影如期於原定的2017年12月上映。史考特解釋說，柏麥事實上是他對該角最初的人選，但片商的高層則勸他找「名氣更高」的史貝西。在重拍過的正片中，史貝西仍出現在一些遠景的鏡頭中，因為趕在上映日前重新拍攝太過昂貴且難度高。
柏麥的重拍始於11月20日，並於29日結束，僅花了九天，且在結束的當天就釋出了新版預告片。該決定耗資數百萬美元，以趕上在12月的原上映日。重拍共花了1000萬美元，最終的電影製作成本為5000萬美元。
最初報導指出，導演和演員們免費參與重拍；但後來據報導，參與重拍的華伯格收了高達150萬美元的片酬，而威廉絲每天則只收到800美元，因為她有義務加入重拍，但華伯格不是。據傳，該150萬美元來自華伯格拒絕柏麥取代史貝西，除非得支付他額外的費用。為了應對演員薪酬差異帶來的衝擊，華伯格在該消息外傳的不久後，以威廉絲的名義將150萬美元捐贈給Time's Up。

## 發行
《金錢世界》在美國由三星影業發行，並定於2017年12月22日廣泛上映。後來，該片在兩週之前被延後三天上映，以避免與《STAR WARS：最後的絕地武士》競爭。

### 評價
《金錢世界》獲得了普遍好評。該片在爛番茄上根據173篇評論，持有77%的新鮮度，平均得分7／10。而在Metacritic上則獲得了73分，這象徵著「普遍好評」。據CinemaScore調查，觀眾的反響在A+到F間落於「B」。

### 票房
在聖誕節當天，該片從2068間戲院中獲得了260萬美元的票房。在美國首週末，該片從2074間戲院中獲得了540萬美元，當週票房排名第七。在其第二個週末，該片獲得了360萬美元，下降了36%並位居當週票房排名第十。

## 外部連結
- 互联网电影数据库（IMDb）上《金錢世界》的资料（英文）
- Box Office Mojo上《All the Money in the World》的資料（英文）
- 爛番茄上《All the Money in the World》的資料（英文）
- Metacritic上《All the Money in the World》的資料（英文）
- 时光网上《金錢世界》的資料（简体中文）
- 豆瓣电影上《金錢世界》的資料 （简体中文）